# Glasgowská ústřední mešita
Glasgowská ústřední mešita (anglicky Glasgow Central Mosque) se nachází v Glasgow ve Skotsku. Jedná se o jednu z největších mešit ve Spojeném království.
Jedná se o modernistickou budovu, postavenou v roce 1984. Je centrem skotských muslimů, jejichž počet je odhadován na 50 000; jedná se především o přistěhovalce z bývalých kolonií Velké Británie. Stavba též slouží i arabským studentům glasgowských univerzit. V současnosti zde působí tři imámové.